# فهرست آثار عارف قزوینی
ابوالقاسم عارف قزوینی (۱۲۵۹ ه‍.خ در قزوین — ۱ بهمن ۱۳۱۲ ه‍.خ در همدان) شاعر، موسیقی‌دان و تصنیف‌ساز ایرانی دوران قاجار و پهلوی بود که در قزوین زاده شد. او به‌خاطر سرودن تصنیف‌ها و غزل‌های سیاسی، میهنی و عاشقانه‌اش شناخته می‌شود. از مهم‌ترین شعرها و تصنیف‌هایی که همزمان با تحولات دورهٔ مشروطه و جنگ جهانی اول سروده است، می‌توان به از خون جوانان وطن لاله دمیده و گریه کن پس از مرگ محمدتقی پسیان اشاره کرد. این صفحه فهرستی از آثار عارف قزوینی است.

## قصیده‌ها، غزلیات، مثنوی‌ها
بر پایه دیوان عارف قزوینی چاپ برلین:
1. مرثیه اول - ۱۲۷۲ - قزوین
2. مرثیه دوم - ۱۲۷۲ - قزوین
3. مرثیه سوم - ۱۲۷۴ - قزوین
4. راز دل - ۱۲۷۷ - رشت
5. خم دو طرّه - ۱۲۷۷ - قزوین
6. قافیه سالار دل - ۱۲۸۲ - اول فروردین تهران
7. بلای هجر - ۱۲۸۲ - تهران
8. سفر بی‌خبر - ۱۲۸۲ - تهران
9. اندیشه وصل - ۱۲۸۲ - قزوین
10. درد عشق - ۱۲۸۲ - تهران
11. مس قلب در اکسیر - ۱۲۸۲ - قزوین
12. بوسه و جان - تهران - ۱۲۸۴
13. شکنج طرّه - ۱۲۸۶ - تهران
14. گیسوی نگار - ۱۲۸۷ - تهران
15. هاله زلف - ۱۲۸۷ - تهران
16. عوض اشک - ۱۲۸۵ - تهران
17. مرا هجرت کشد - ۱۲۸۵ - تهران
18. شرمسار دیده - ۱۲۸۶ - تهران
19. خوش به گریه - ۱۲۸۶ - تهران
20. شاه فراری - ۱۲۸۸ - تهران
21. شهر عشق - ۱۲۸۸ - مرداد ماه تهران
22. حکایت هجران - ۱۲۸۸ - گرگان رود طوالش - ۱۲۸۸
23. پیام آزادی - ۱۲۸۸ - تهران
24. زنده باد - ۱۲۸۸ - تهران
25. وادی عشق - ۱۲۸۸ - تهران
26. مرگ دوست - ۱۲۸۹ - تهران
27. دست به دامان - ۱۲۸۹ - تهران
28. رغم چشم - ۱۲۸۹ - تهران
29. غزل اول - پارتی زلف - ۱۲۹۰ - تهران
30. غزل دوم - خیانت به وطن - ۱۲۹۰ - تهران
31. دشمن خونی خسروان - ۱۲۹۰ - تهران
32. مراد دل - ۱۲۹۰ - پائیز تهران
33. کیفر بد کار - ۱۲۹۰ - تهران
34. یا مرگ یا آزادی (دربارهٔ اولتیماتوم به روس‌ها) - ۱۲۹۰ - تهران
35. بمیرم یا نمیرم - ۱۲۹۰ - تهران
36. عهد با جانان - ۱۲۹۱ - تهران
37. غم تن - ۱۲۹۱ - تهران
38. غزل اول، زاهدان ریایی - واعظان دروغی - ۱۲۹۲ - تهران
39. غزل دوم، بیداری دشمن - غفلت دوست - ۱۲۹۲ - تهران
40. حال دل - ۱۲۹۲ - اصفهان
41. دل خوار کرد - ۱۲۹۲ - اصفهان
42. بی هنری و تن آسایی - ۱۲۹۳ - تهران
43. لباس مرگ - ۱۲۹۴ - تهران
44. فتنه رقیب - ۱۲۹۴ - تهران
45. جور - ۱۲۹۴ - قصر شیرین
46. دیدار طاق کسری - ۱۲۹۵ - بغداد (مدائن)
47. یادگار کاوه - ۱۲۹۵ - سال‌های تبعید
48. فضولی - ۱۲۹۶ - دوران تبعید استانبول (دوره تبعید)
49. تیغ زبان - پرده‌های ریا - ۱۲۹۶ - استانبول (دوره تبعید)
50. تمدن بیترتیب نسوان - سفر نیمه راه - ۱۲۹۶ - استانبول (دوره تبعید)
51. سلیمان نظیف - ۱۲۹۶ - استانبول (دوره تبعید)
52. غم غربت - ۱۲۹۷ - استانبول (دوره تبعید)
53. یاد وطن - ۱۲۹۷ - استانبول (دوره تبعید)
54. گدای عشق - ۱۲۹۷ - استانبول (دوره تبعید)
55. آرزو - ۱۲۹۷ - استانبول (دوره تبعید)
56. جمهوری عشق - ۱۲۹۷ - استانبول (دوره تبعید)
57. کوی میکده - ۱۲۹۸ - تهران (به یادگار از بازگشت تبعیدی‌های سیاسی ایران از استانبول و آلمان گفته شده)
58. هیئت کابینه، تکیه دولت - ۱۲۹۸ - تهران
59. عقده دل - ۱۲۹۸ - تهران
60. فرقه بازی و جهالت - ۱۲۹۸ - تهران
61. خنده پس از گریه - ۱۲۹۸ - تهران
62. خوش آن زمان - ۱۲۹۸ - تهران
63. ناله مرغ اسیر - ۱۲۹۸ - تهران
64. به مرگ راضیم - ۱۲۹۸ - تهران
65. صباح خماری - ۱۲۹۸ - اصفهان
66. اصفهان در عصر صفویه - ۱۲۹۸ - اصفهان
67. سپاه عشق - ۱۲۹۸ - اصفهان
68. رنود و انقلاب - ۱۲۹۸- اصفهان
69. در استقبال از رئیس‌الوزراء ۱–۱۲۹۸ - اصفهان
70. در استقبال از رئیس‌الوزراء ۲–۱۲۹۸- اصفهان
71. سلطنت نکبت - ۱۲۹۸ - اصفهان
72. قصر نو - ۱۲۹۸ - اصفهان
73. بیرق دشمن - ۱۲۹۸ - اراک/اصفهان
74. خسرو بیگانه پرست - وکلای خائن - ۱۲۹۹ - اراک
75. هجر و سفر، عارف در به در - ۱۲۹۹ اراک/اصفهان
76. دل کارگر - زلف سرمایه‌دار - ۱۲۹۹ - اراک
77. مساوات عشق - ۱۲۹۹ - اراک
78. دموکرات و اعتدالی - ۱۲۹۹ - اراک
79. شکایت تلخ - ۱۳۰۰ - اراک/تهران
80. از زبان کلنل محمد تقی خان پسیان - ۱۳۰۰- مشهد
81. دزد ترکمن - ۱۳۰۰ - مشهد
82. تکمیل معارف - ۱۳۰۰ - مشهد
83. رؤیای راحتی - ۱۳۰۰ - مشهد
84. سر و همسر - ۱۳۰۰ - تهران/دروازه قزوین
85. دلاّکیه - ۱۳۰۰ - تهران
86. مرد قجر - ۱۳۰۰ - تهران
87. قحط الرجال - ۱۳۰۰ - تهران
88. خون کلنل - ۱۳۰۰ - تهران
89. پدرنامه - ۱۳۰۰ - تهران
90. خرنامه - ۱۳۰۱ - تهران. *
91. بهار در دامنه الوند - ۱۳۰۱ - تهران
92. از زبان پدر - ۱۳۰۱ - کُردستان
93. به یاد سید ضیاء - ۱۳۰۱ - کردستان/تهران
94. گریه - ۱۳۰۱- سنندج
95. وطن دوستی بی چشم داشت - ۱۳۰۱- کردستان/سنندج
96. در مدح حضرت مولانا علی بیرنگ - ۱۳۰۱ - همدان
97. بیابان‌گرد - ۱۳۰۱ - یانس آباد/قزوین
98. حشمت الملک - ۱۳۰۱ - تهران/کردستان
99. عشق علی - ۱۳۰۱ - سنندج
100. نامه - ۱۳۰۱ - سنندج
101. بار فلک - ۱۳۰۱ - کردستان
102. در رثاء ثقةالاسلام - ۱۳۰۱ - سنندج
103. شکوه - ۱۳۰۱ - سنندج
104. طره زلف پریشان - ۱۳۰۱ - سنندج
105. همای سعادت - ۱۳۰۱ - سنندج
106. فلفلحلحح - ۱۳۰۱ - سنندج/همدان
107. جار و مجور - ۱۳۰۱ - تهران -
108. مینو و مینا - ۱۳۰۱ - تهران
109. دزد انتخاب نکن - ۱۳۰۱ - تهران
110. آتش وطن - ۱۳۰۱ - همدان
111. غزل پوشالی - ۱۳۰۱ - تهران
112. صدای ناله مظلوم - ۱۳۰۲ - تهران
113. مژه و نیشتر - ۱۳۰۲ - تهران
114. خواب و خیال - ۱۳۰۲ - تهران
115. صبح شد باز - ۱۳۰۲ - تهران
116. ستاره صبح - ۱۳۰۲ - تهران
117. غزل‌های جمهوری - ۱۳۰۲ - تهران
118. آتش جمهوری - ۱۳۰۳ - تبریز
119. عشق آذربایجان - ۱۳۰۳ - تبریز.
120. ستایش تبریز - ۱۳۰۳ - تبریز.
121. درویش بیابانی - ۱۳۰۳ - تبریز
122. داد حسنت به تو - ۱۳۰۳ - تبریز
123. نتوان گفت - ۱۳۰۴ - تبریز
124. پیام سروش - ۱۳۰۴ - تبریز/تهران
125. خانه به دوش - ۱۳۰۴ - تهران
126. استقبال از غزل دوخامحمد - ۱۳۰۵ - اراک
127. در انتقاد رضاشاه - ۱۳۰۵ - بروجرد
128. تربیت روزگار - ۱۳۰۶ - همدان
129. اسیر سال و ماه و هفته - ۱۳۰۷ - همدان
130. عارف در بوستان - ۱۳۰۷ - همدان
131. نور صبح معارف - ۱۳۰۷ - همدان
132. دودمان دل - ۱۳۰۷ - همدان
133. احترام ایرانی - ۱۳۰۸ - همدان
134. زرتشت - ۱۳۰۸ - همدان.
135. پاسخ به رضا شاه - ۱۳۰۸ - همدان
136. نثار وطن - ۱۳۰۹ - همدان
137. میهمان سفارت - ۱۳۰۹ - همدان
138. ای حضرت شفق - ۱۳۰۹ - همدان
139. پاسخ به معاندان - ۱۳۰۹ - همدان
140. لعنت - ۱۳۰۹ - همدان
141. در استقبال غزل شهریار - ۱۳۱۰ - همدان
142. کوی یار - ۱۳۱۰ - همدان
143. حاجی بی عقیده - ۱۳۱۱ - همدان
144. همدان - ۱۳۱۱ - همدان
145. خودکشی - ۱۳۱۱ - همدان
146. خوشا شیراز - ۱۳۱۱ - همدان
147. ای زن نادان دهاتی - ۱۳۱۱ - همدان
148. تیر دعا - ۱۳۱۱ - همدان
149. رشک آفتاب - ۱۳۱۱ - همدان
150. میهمان وطن - ۱۳۱۱ - همدان
151. پائیز عمر شد - ۱۳۱۱ - همدان
152. حرف آخر - ۱۳۱۱ - همدان
153. تیمورتاش نامه - ۱۳۱۱ - همدان
154. شهر عشق و آوارگی - ۱۳۱۱ - همدان
155. کوی عشق - ۱۳۱۱ - همدان
156. جهل و فقر - ۱۳۱۲ - همدان
157. تاریخ قزوین - ۱۳۱۲ - همدان
158. اجنبی از خانه بیرون کن - ۱۳۱۲ - همدان
159. سرّ دل - ۱۳۱۲ - همدان
160. غم دوست - ۱۳۱۲ - همدان
161. بیماری عشق - ۱۳۱۲ - همدان
162. نازم آن دست - ۱۳۱۲ - همدان
163. تو باشی من.. - ۱۳۱۲ -همدان
164. بد نمی‌شد - ۱۳۱۲ - همدان

## تصنیف‌ها
1. از خون جوانان وطن لاله دمیده – آواز دشتی
2. دیدم صنمی، سرو قدی، روی چو ماهی – آواز افشاری – ۱۲۶۵
3. ای امان از فراقت امان – دستگاه شور – ۱۲۷۵ (هم‌زمان با ورود مشروطه خواهان به تهران)
4. نمی‌دانم چه در پیمانه کردی – آواز افشاری
5. نکنم اگر چاره دل هرجایی را – آواز افشاری – ۱۲۷۶
6. افتخار همه آفاقی و منظور منی – دستگاه سه‌گاه - (برای افتخارالسلطنه - دختر ناصرالدین شاه)
7. توای تاج، تاج سر خسروانی – آواز افشاری – ۱۲۷۷ - (برای تاج السلطنه - دختر ناصرالدین شاه)
8. هنگام می‌فصل گل و گشت چمن شد – آواز دشتی - (به مناسبت افتتاح دورهٔ دوم مجلس‌شورای‌ملی‌ایران)
9. دل هوس سبزه و صحرا ندارد – آواز ابوعطا
10. نه قدرت که با وی نشینم، نا طاقت که جز وی ببینم – آواز افشاری
11. ننگ آن خانه که مهمان ز سر خوان برود – آواز دشتی – ۱۲۸۸ - (به مناسبت اخراج مورگان شوستر آمریکایی از ایران)
12. باد فرح‌بخش بهاری وزید – آواز بیات‌زند
13. بلبل شوریده فغان می‌کند – دستگاه ماهور – ۱۲۸۹
14. گریه را به مستی بهانه کردم – دستگاه شور – ۱۲۸۷
15. از کفم رها شد مهار دل – آواز افشاری – ۱۲۸۸
16. ترک چشمش ار فتنه کرد راست – آواز ابوعطا – ۱۲۹۴
17. چه شورها که من به پا ز شاهناز می‌کنم – دستگاه شور – ۱۲۹۵
18. بماندیم ما، مستقل شد ارمنستان – دستگاه سه‌گاه –۱۲۹۷
19. جان برخی آذربایجان باد – آواز دشتی – ۱۲۹۷ (برای آذربایجان - در جواب تفرقه افکنان پانترکیسم)
20. شانه بر زلف پریشان زده‌ای، به‌به و به – آواز دشتی –۱۲۹۷
21. رحم‌ای خدای دادگر کردی نکردی – آواز بیات‌زند – ۱۲۹۷
22. امروزای فرشتهٔ رحمت بلا شدی – آواز افشاری – ۱۲۹۹
23. گریه کن که گر سیل خون گری ثمر ندارد – آواز دشتی – ۱۳۰۰ (به مناسبت مرگ کلنل محمد تقی‌خان پسیان)
24. تا رخت مقید نقاب است – آواز بیات‌اصفهان – ۱۳۰۱
25. ای دست حق پشت و پناهت بازآ – دستگاه شور – ۱۳۰۰(برای سید ضیا)
26. گو به ساقی کز ایاغی ترکی و ماغی
27. چه آذرها به جان از عشق آذربایجان دارم – ۱۳۰۳ (به یاد ستارخان و باقر خان)
28. باد خزانی زد ناگهانی، کرد آنچه دانی – دستگاه شور - ۱۳۰۳